# Ronde van Italië 2018
De 101ste editie van de Ronde van Italië werd gereden van 4 tot 27 mei 2018. De start vond plaats in Jeruzalem, en ook de tweede en derde etappes werden in Israël verreden. Het was voor het eerst dat een Grote Ronde zich buiten Europa begaf en de 13e keer dat de Giro buiten Italië startte. De eindzege ging naar de Brit Chris Froome, die daarmee de zevende renner werd die alle drie de grote rondes minstens een keer heeft gewonnen.

## Deelnemende ploegen
Deelnemers zijn de 18 ploegen in de UCI World Tour 2018. Daarnaast werden 4 wildcards afgegeven.
| 18 UCI World Tour-ploegen | 18 UCI World Tour-ploegen | 18 UCI World Tour-ploegen | 4 wildcards                   |
| ------------------------- | ------------------------- | ------------------------- | ----------------------------- |
| AG2R La Mondiale          | EF Education First-Drapac | Mitchelton-Scott          | Androni-Sidermec-Bottecchia   |
| Astana                    | Groupama-FDJ              | Quick-Step Floors         | Bardiani CSF                  |
| Bahrein-Merida            | Team Katjoesja Alpecin    | Team Sky                  | Israel Cycling Academy        |
| BMC Racing Team           | LottoNL-Jumbo             | Sunweb                    | Wilier Triestina-Selle Italia |
| BORA-hansgrohe            | Lotto Soudal              | Trek-Segafredo            |                               |
| Dimension Data            | Movistar                  | UAE Team Emirates         |                               |
|                           |                           |                           |                               |
|                           |                           |                           |                               |

## Etappeoverzicht
Het volledige etappeschema werd bekendgemaakt op 29 november 2017.
| Datum  | Etappe  | Start-Finish                               | Afstand (in km) | Type                | Winnaar               | Ploeg              | Klassementsleider |         |
| ------ | ------- | ------------------------------------------ | --------------- | ------------------- | --------------------- | ------------------ | ----------------- | ------- |
| 4 mei  | 1       | Jeruzalem - Jeruzalem                      | 9,7             | Individuele tijdrit | Tom Dumoulin          | Team Sunweb        | Tom Dumoulin      |         |
| 5 mei  | 2       | Haifa - Tel Aviv                           | 167             | Vlakke rit          | Elia Viviani          | Quick-Step Floors  | Rohan Dennis      |         |
| 6 mei  | 3       | Beër Sjeva - Eilat                         | 229             | Vlakke rit          | Elia Viviani          | Quick-Step Floors  | Rohan Dennis      |         |
| 7 mei  | Rustdag | Rustdag                                    | Rustdag         | Rustdag             | Rustdag               | Rustdag            | Rustdag           | Rustdag |
| 8 mei  | 4       | Catania – Caltagirone                      | 198             | Heuvelrit           | Tim Wellens           | Lotto Soudal       | Rohan Dennis      |         |
| 9 mei  | 5       | Agrigento – Santa Ninfa                    | 153             | Heuvelrit           | Enrico Battaglin      | Team LottoNL-Jumbo | Rohan Dennis      |         |
| 10 mei | 6       | Caltanissetta – Etna                       | 164             | Bergrit             | Esteban Chaves        | Mitchelton-Scott   | Simon Yates       |         |
| 11 mei | 7       | Pizzo – Praia a Mare                       | 159             | Vlakke rit          | Sam Bennett           | BORA-hansgrohe     | Simon Yates       |         |
| 12 mei | 8       | Praia a Mare - Montevergine di Mercogliano | 209             | Bergrit             | Richard Carapaz       | Movistar Team      | Simon Yates       |         |
| 13 mei | 9       | Pesco Sannita – Campo Imperatore           | 225             | Bergrit             | Simon Yates           | Mitchelton-Scott   | Simon Yates       |         |
| 14 mei | Rustdag | Rustdag                                    | Rustdag         | Rustdag             | Rustdag               | Rustdag            | Rustdag           | Rustdag |
| 15 mei | 10      | Penne – Gualdo Tadino                      | 239             | Heuvelrit           | Matej Mohorič         | Bahrain-Merida     | Simon Yates       |         |
| 16 mei | 11      | Assisi – Osimo                             | 156             | Heuvelrit           | Simon Yates           | Mitchelton-Scott   | Simon Yates       |         |
| 17 mei | 12      | Osimo – Imola                              | 214             | Vlakke rit          | Sam Bennett           | BORA-hansgrohe     | Simon Yates       |         |
| 18 mei | 13      | Ferrara – Nervesa della Battaglia          | 180             | Vlakke rit          | Elia Viviani          | Quick-Step Floors  | Simon Yates       |         |
| 19 mei | 14      | San Vito al Tagliamento – Monte Zoncolan   | 186             | Bergrit             | Chris Froome          | Team Sky           | Simon Yates       |         |
| 20 mei | 15      | Tolmezzo – Sappada                         | 176             | Bergrit             | Simon Yates           | Mitchelton-Scott   | Simon Yates       |         |
| 21 mei | Rustdag | Rustdag                                    | Rustdag         | Rustdag             | Rustdag               | Rustdag            | Rustdag           | Rustdag |
| 22 mei | 16      | Trento – Rovereto                          | 34,2            | Individuele tijdrit | Rohan Dennis          | BMC Racing Team    | Simon Yates       |         |
| 23 mei | 17      | Riva del Garda – Iseo                      | 155             | Heuvelrit           | Elia Viviani          | Quick-Step Floors  | Simon Yates       |         |
| 24 mei | 18      | Abbiategrasso – Prato Nevoso               | 196             | Heuvelrit           | Maximilian Schachmann | Quick-Step Floors  | Simon Yates       |         |
| 25 mei | 19      | Venaria Reale – Bardonecchia               | 184             | Bergrit             | Chris Froome          | Team Sky           | Chris Froome      |         |
| 26 mei | 20      | Susa – Breuil-Cervinia                     | 214             | Bergrit             | Mikel Nieve           | Mitchelton-Scott   | Chris Froome      |         |
| 27 mei | 21      | Rome - Rome                                | 115             | Vlakke rit          | Sam Bennett           | BORA-hansgrohe     | Chris Froome      |         |

## Klassementenverloop
| Etappe      | Winnaar               | Algemeen klassement | Puntenklassement | Bergklassement  | Jongerenklassement    | Ploegenklassement      |
| 1           | Tom Dumoulin          | Tom Dumoulin        | Tom Dumoulin     | Niet uitgereikt | Maximilian Schachmann | Team Katjoesja Alpecin |
| 2           | Elia Viviani          | Rohan Dennis        | Elia Viviani     | Enrico Barbin   | Maximilian Schachmann | Team Katjoesja Alpecin |
| 3           | Elia Viviani          | Rohan Dennis        | Elia Viviani     | Enrico Barbin   | Maximilian Schachmann | Team Katjoesja Alpecin |
| 4           | Tim Wellens           | Rohan Dennis        | Elia Viviani     | Enrico Barbin   | Maximilian Schachmann | Mitchelton-Scott       |
| 5           | Enrico Battaglin      | Rohan Dennis        | Elia Viviani     | Enrico Barbin   | Maximilian Schachmann | Mitchelton-Scott       |
| 6           | Esteban Chaves        | Simon Yates         | Elia Viviani     | Esteban Chaves  | Richard Carapaz       | Mitchelton-Scott       |
| 7           | Sam Bennett           | Simon Yates         | Elia Viviani     | Esteban Chaves  | Richard Carapaz       | Mitchelton-Scott       |
| 8           | Richard Carapaz       | Simon Yates         | Elia Viviani     | Esteban Chaves  | Richard Carapaz       | Mitchelton-Scott       |
| 9           | Simon Yates           | Simon Yates         | Elia Viviani     | Simon Yates     | Richard Carapaz       | Mitchelton-Scott       |
| 10          | Matej Mohorič         | Simon Yates         | Elia Viviani     | Simon Yates     | Richard Carapaz       | Mitchelton-Scott       |
| 11          | Simon Yates           | Simon Yates         | Elia Viviani     | Simon Yates     | Richard Carapaz       | Mitchelton-Scott       |
| 12          | Sam Bennett           | Simon Yates         | Elia Viviani     | Simon Yates     | Richard Carapaz       | Mitchelton-Scott       |
| 13          | Elia Viviani          | Simon Yates         | Elia Viviani     | Simon Yates     | Richard Carapaz       | Mitchelton-Scott       |
| 14          | Chris Froome          | Simon Yates         | Elia Viviani     | Simon Yates     | Miguel Ángel López    | Team Sky               |
| 15          | Simon Yates           | Simon Yates         | Elia Viviani     | Simon Yates     | Miguel Ángel López    | Team Sky               |
| 16          | Rohan Dennis          | Simon Yates         | Elia Viviani     | Simon Yates     | Miguel Ángel López    | Team Sky               |
| 17          | Elia Viviani          | Simon Yates         | Elia Viviani     | Simon Yates     | Miguel Ángel López    | Team Sky               |
| 18          | Maximilian Schachmann | Simon Yates         | Elia Viviani     | Simon Yates     | Miguel Ángel López    | Team Sky               |
| 19          | Chris Froome          | Chris Froome        | Elia Viviani     | Chris Froome    | Miguel Ángel López    | Team Sky               |
| 20          | Mikel Nieve           | Chris Froome        | Elia Viviani     | Chris Froome    | Miguel Ángel López    | Team Sky               |
| 21          | Sam Bennett           | Chris Froome        | Elia Viviani     | Chris Froome    | Miguel Ángel López    | Team Sky               |
| Eindstanden | Eindstanden           | Chris Froome        | Elia Viviani     | Chris Froome    | Miguel Ángel López    | Team Sky               |

## Eindklassementen

### Algemeen klassement
| Plaats    | Naam               | Ploeg                  | Tijd       |
| --------- | ------------------ | ---------------------- | ---------- |
| Roze trui | Chris Froome       | Team Sky               | 89u02'39"  |
| 2         | Tom Dumoulin       | Team Sunweb            | + 46"      |
| 3         | Miguel Ángel López | Astana Pro Team        | + 4'57"    |
| 4         | Richard Carapaz    | Movistar Team          | + 5'44"    |
| 5         | Domenico Pozzovivo | Bahrain-Merida         | + 8'03"    |
| 6         | Pello Bilbao       | Astana Pro Team        | + 11'50"   |
| 7         | Patrick Konrad     | BORA-hansgrohe         | + 13'01"   |
| 8         | George Bennett     | Team LottoNL-Jumbo     | + 13'17"   |
| 9         | Sam Oomen          | Team Sunweb            | + 14'18"   |
| 10        | Davide Formolo     | BORA-hansgrohe         | + 15'16"   |
|           |                    |                        |            |
| 45        | Ben Hermans        | Israel Cycling Academy | + 2u25'01" |

### Nevenklassementen
| Puntenklassement |                     |                                |        |
| Plaats           | Naam                | Ploeg                          | Punten |
| Paarse trui      | Elia Viviani        | Quick-Step Floors              | 341    |
| 2                | Sam Bennett         | BORA-hansgrohe                 | 282    |
| 3                | Davide Ballerini    | Androni Giocattoli–Sidermec    | 147    |
| 4                | Sacha Modolo        | Team EF Education First-Drapac | 122    |
| 5                | Simon Yates         | Mitchelton-Scott               | 113    |
|                  |                     |                                |        |
| 7                | Danny van Poppel    | Team LottoNL-Jumbo             | 107    |
| 12               | Baptiste Planckaert | Team Katjoesja Alpecin         | 58     |

| Bergklassement |                 |                        |        |
| Plaats         | Naam            | Ploeg                  | Punten |
| Blauwe trui    | Chris Froome    | Team Sky               | 125    |
| 2              | Giulio Ciccone  | Bardiani CSF           | 108    |
| 3              | Simon Yates     | Mitchelton-Scott       | 91     |
| 4              | Mikel Nieve     | Mitchelton-Scott       | 79     |
| 5              | Richard Carapaz | Movistar Team          | 65     |
|                |                 |                        |        |
| 6              | Tom Dumoulin    | Team Sunweb            | 49     |
| 64             | Ben Hermans     | Israel Cycling Academy | 1      |

| Jongerenklassement |                    |                             |            |
| Plaats             | Naam               | Ploeg                       | Tijd       |
| Witte trui         | Miguel Ángel López | Astana Pro Team             | 89u07'36"  |
| 2                  | Richard Carapaz    | Movistar Team               | + 47"      |
| 3                  | Sam Oomen          | Team Sunweb                 | + 9'21"    |
| 4                  | Valerio Conti      | UAE Team Emirates           | + 1u18'07" |
| 5                  | Fausto Masnada     | Androni Giocattoli–Sidermec | + 1u21'16" |

| Ploegenklassement (tijd) |                    |            |
| Plaats                   | Ploeg              | Tijd       |
| 1                        | Team Sky           | 267u48'47" |
| 2                        | Astana Pro Team    | + 24'58"   |
| 3                        | BORA-hansgrohe     | + 43'32"   |
| 4                        | Team Sunweb        | + 1u14'35" |
| 5                        | AG2R La Mondiale   | + 1u30'32" |
|                          |                    |            |
| 7                        | Team LottoNL-Jumbo | + 1u47'01" |
| 18                       | Quick-Step Floors  | + 6u20'26" |

1e etappe ·
2e etappe ·
3e etappe ·
4e etappe ·
5e etappe ·
6e etappe ·
7e etappe ·
8e etappe ·
9e etappe ·
10e etappe ·
11e etappe ·
12e etappe ·
13e etappe ·
14e etappe ·
15e etappe ·
16e etappe ·
17e etappe ·
18e etappe ·
19e etappe ·
20e etappe ·
21e etappe
Startlijst · Eindstanden · Afbeeldingen
 winnaars · 
roze trui · 
  puntenklassement · 
  bergklassement · 
 jongerenklassement · 
 intergiro · 
 ploegenklassement · 
 strijdlust · 
 zwarte trui
Giro d'Italia Next Gen · Giro Donne · Cima Coppi
 Belgische rozetruidragers · etappewinnaars
 Nederlandse rozetruidragers · etappewinnaars
Mannen:
1909 · 
1910 · 
1911 · 
1912 · 
1913 · 
1914 · 
1919 · 
1920 · 
1921 · 
1922 · 
1923 · 
1924 · 
1925 · 
1926 · 
1927 · 
1928 · 
1929 · 
1930 · 
1931 · 
1932 · 
1933 · 
1934 · 
1935 · 
1936 · 
1937 · 
1938 · 
1939 · 
1940 · 
1946 · 
1947 · 
1948 · 
1949 · 
1950 · 
1951 · 
1952 · 
1953 · 
1954 · 
1955 · 
1956 · 
1957 · 
1958 · 
1959 · 
1960 · 
1961 · 
1962 · 
1963 · 
1964 · 
1965 · 
1966 · 
1967 · 
1968 · 
1969 · 
1970 · 
1971 · 
1972 · 
1973 · 
1974 · 
1975 · 
1976 · 
1977 · 
1978 · 
1979 · 
1980 · 
1981 · 
1982 · 
1983 · 
1984 · 
1985 · 
1986 · 
1987 · 
1988 · 
1989 · 
1990 · 
1991 · 
1992 · 
1993 · 
1994 · 
1995 · 
1996 · 
1997 · 
1998 · 
1999 · 
2000 · 
2001 · 
2002 · 
2003 · 
2004 · 
2005 · 
2006 · 
2007 · 
2008 · 
2009 · 
2010 · 
2011 · 
2012 · 
2013 · 
2014 · 
2015 · 
2016 · 
2017 · 
2018 · 
2019 · 
2020 · 
2021 · 
2022 · 
2023 · 
2024 · 
2025
Vrouwen:
1988 · 
1989 · 
1990 · 
1991 ·
1992 ·
1993 · 
1994 · 
1995 · 
1996 · 
1997 · 
1998 · 
1999 · 
2000 · 
2001 · 
2002 · 
2003 · 
2004 · 
2005 · 
2006 · 
2007 · 
2008 · 
2009 · 
2010 · 
2011 · 
2012 ·
2013 · 
2014 ·
2015 ·
2016 ·
2017 ·
2018 ·
2019 ·
2020 ·
2021 ·
2022 ·
2023 ·
2024 ·
2025
 Tour Down Under ·
 Great Ocean Road Race ·
 Ronde van Abu Dhabi ·
 Omloop Het Nieuwsblad ·
 Strade Bianche ·
 Parijs-Nice · 
 Tirreno-Adriatico · 
 Milaan-San Remo ·
 Ronde van Catalonië ·
 Gent-Wevelgem ·
 Dwars door Vlaanderen ·
 E3 Harelbeke ·
 Ronde van Vlaanderen ·
 Ronde van het Baskenland ·
 Parijs-Roubaix ·
 Amstel Gold Race ·
 Waalse Pijl ·
 Luik-Bastenaken-Luik ·
 Ronde van Romandië ·
 Eschborn-Frankfurt ·
 Ronde van Italië ·
 Ronde van Californië ·
 Critérium du Dauphiné ·
 Ronde van Zwitserland ·
 Ronde van Frankrijk ·
 RideLondon Classic ·
 Clásica San Sebastián ·
 Ronde van Polen ·
  BinckBank Tour ·
 Ronde van Spanje ·
 EuroEyes Cyclassics ·
 Bretagne Classic ·
 GP van Quebec ·
 GP van Montreal ·
 Ronde van Lombardije ·
 Ronde van Turkije ·
 Ronde van Guangxi